# Глазков В'ячеслав Валерійович
В'ячеслав Глазков (15 жовтня 1984, Луганськ) — український професійний боксер, призер Олімпійських ігор у надважкій ваговій категорії.
В'ячеслав Глазков тренувався в спортивному клубі «Динамо» в Луганську.
Олімпійську медаль він виборов на пекінській Олімпіаді у надважкій ваговій категорії.
2 липня 2009 почав професійну кар'єру у важкій ваговій категорії.
В кінці 2015 року деякі російські ЗМІ опублікували провокаційні заяви про те, ніби В'ячеслав Глазков планує подати документи на здобуття російського громадянства, проте дана інформація була офіційно спростована самим боксером.

## Професіональна кар'єра

### Титульний бій з Чарльзом Мартіном
16 січня 2016 року американець Чарльз Мартін здобув перемогу над В'ячеславом Глазковим в боротьбі за вакантний титул чемпіона світу за версією IBF. Бій вийшов не таким, як очікували багато шанувальників українського спортсмена. Вже в третьому раунді Глазков оступився і підвернув ногу і потім двічі опинявся на настилі рингу через травмоване коліно. Після другого падіння в середині раунду українець, показав рефері, що не зможе продовжити бій через травму. У результаті перемога дісталася Мартіну технічним нокаутом.
Травма, отримана Глазковим в бою з Мартіном, виявилася дуже серйозною - розрив хрестоподібної зв'язки у коліні. Позбувшись її наслідків, В'ячеслав вирішив завершити спортивну кар'єру.

## Статистика професійних боїв
| Бій      | Рекорд     | Дата              | Суперник                  | Місце поєдинку                                                  | Раундів                                    | Примітки                                  |
| -------- | ---------- | ----------------- | ------------------------- | --------------------------------------------------------------- | ------------------------------------------ | ----------------------------------------- |
| Поразка  | 21(13)-1-1 | 16 січня 2016     | Чарльз Мартін (22-0-1)    | Барклайс-центр, Бруклін, США                                    | TKO (12)                                   | Бій за вакантний титул IBF                |
| Перемога | 21(13)-0-1 | 15 серпня 2015    | Кертсон Мансвел (24-11)   | БаскетХолл, Краснодар, Росія                                    | KO (10)                                    |                                           |
| Перемога | 20(11)-0-1 | 14 березня 2015   | Стів Каннінгем (28-6)     | Bell Center, Монреаль, Канада                                   | UD (12)                                    |                                           |
| Перемога | 19(12)-0-1 | 8 листопада 2014  | Дарнел Вілсон (25-17-3)   | Boardwalk Hall, Атлантик-Сіті, Пенсільванія, США                | RTD (10)                                   |                                           |
| Перемога | 18(11)-0-1 | 9 серпня 2014     | Деррік Россі (29-8)       | Sands Casino Resort, Бетлегем, Пенсільванія, США                | MD суддів (10)                             |                                           |
| Перемога | 17(11)-0-1 | 15 березня 2014   | Томаш Адамек (49-2)       | Sands Casino Resort, Бетлегем, Пенсільванія, США                | UD суддів (12)                             | Бій за титул IBF North American           |
| Перемога | 16(11)-0-1 | 16 листопада 2013 | Гарретт Вілсон (13-6-1)   | Turning Stone Resort & Casino, Верона, Нью-Йорк, США            | UD суддів (10)                             |                                           |
| Перемога | 15(11)-0-1 | 3 серпня 2013     | Байрон Поллі (25-15-1)    | Мохеган Сан Казіно, Анкасвілл, США                              | TKO (8) 0:30                               |                                           |
| Нічия    | 14(10)-0-1 | 23 лютого 2013    | Малік Скотт (35-0)        | Paramount Theatre, Гантінгтон, Нью-Йорк, США                    | SD (10)                                    |                                           |
| Перемога | 14(10)-0   | 22 грудня 2012    | Тор Геймер (19-1)         | Sands Casino Resort, Бетлегем, Пенсільванія, США                | Відмова від продовження бою, RTD (8) 3:00  |                                           |
| Перемога | 13(9)-0    | 8 вересня 2012    | Костянтин Айріх (23-6-2)  | Олімпійський, Москва, Росія                                     | UD (10)                                    | Бій за вакантний титул WBC Baltic Silver. |
| Перемога | 12(9)-0    | 1 травня 2012     | Гбенга Олоукун (19-7)     | Палац спорту в Крилатському, Москва, Росія                      | TKO (10) 1:32                              |                                           |
| Перемога | 11(8)-0    | 16 березня 2012   | Євген Орлов (13-11-1)     | Цирк, Краснодар, Росія                                          | Відмова від продовження бою, RTD (10) 3:00 |                                           |
| Перемога | 10(7)-0    | 4 грудня 2011     | Данило Перетятько (17-29) | Мегаспорт, Москва, Росія                                        | Відмова від продовження бою, RTD (8) 3:00  |                                           |
| Перемога | 9(6)-0     | 26 березня 2011   | Денис Бахтов (33-5)       | ДІВС, Єкатеринбург, Росія                                       | UD                                         |                                           |
| Перемога | 8(6)-0     | 4 грудня 2010     | Аскер Балаш (1-1)         | ТРЦ «Термінал», Бровари, Україна                                | Відмова від продовження бою, RTD (6) 3:00  |                                           |
| Перемога | 7(5)-0     | 16 жовтня 2010    | Азіс Рахмонов (6-3)       | Алатир, Єкатеринбург, Росія                                     | Відмова від продовження бою, RTD (6) 3:00  |                                           |
| Перемога | 6(4)-0     | 14 липня 2010     | Марк Браун (15-3)         | South Philly Arena, Філадельфія, Пенсільванія, США              | TKO (6) 2:13                               |                                           |
| Перемога | 5(3)-0     | 24 квітня 2010    | Іван Швайко (2-0)         | Палац спорту, Київ, Україна                                     | Відмова від продовження бою, RTD (6) 3:00  |                                           |
| Перемога | 4(2)-0     | 24 квітня 2010    | Рамон Хейз (15-29-1)      | Sosua Bay Grand Casino, Пуерото Плата, Домініканська Республіка | TKO (4) 1:58                               |                                           |
| Перемога | 3(1)-0     | 19 грудня 2009    | Станіслав Білокінь (3-2)  | Палац спорту «Юність», Запоріжжя, Україна                       | Відмова від продовження бою, RTD (4) 3:00  |                                           |
| Перемога | 2-0        | 24 жовтня 2009    | Олексій Варакін (28-16-3) | Студія фільмів Свердловська, Єкатеринбург, Росія                | UD суддів (4)                              |                                           |
| Перемога | 1-0        | 2 липня 2009      | Оезкан Четинкая (15-5-1)  | Палац спорту в Крилатському, Москва, Росія                      | UD суддів (4)                              |                                           |

## Сім'я
Його бабуся загинула під час обстрілів Луганська у 2014 році.

## Державні нагороди
- Орден «За мужність» III ст. (4 вересня 2008) — за досягнення високих спортивних результатів на XXIX літніх Олімпійських іграх в Пекіні (Китайська Народна Республіка), виявлені мужність, самовідданість та волю до перемоги, піднесення міжнародного авторитету України[7]